# Brian Idowu
Brian Oladapo Idowu (* 18. Mai 1992 in Sankt Petersburg, Russland) ist ein nigerianischer Fußballspieler.

## Karriere

### Verein
Idowu begann seine Karriere bei Smena St. Petersburg. Im September 2010 wechselte er in die Jugend von Amkar Perm. Im Mai 2012 debütierte er für die Profis von Amkar in der Premjer-Liga, als er am 43. Spieltag der Saison 2011/12 gegen Terek Grosny in der Startelf stand. Dies blieb sein einziger Saisoneinsatz. In der Saison 2012/13 kam er zu keinem Ligaeinsatz. Daher wurde er im August 2013 an den Zweitligisten FK Dynamo Sankt Petersburg verliehen. Für Dynamo kam er während der Leihe zu 25 Einsätzen in der Perwenstwo FNL.
Zur Saison 2014/15 kehrte Idowu wieder nach Perm zurück. In der Saison 2014/15 kam der Außenverteidiger zu elf Einsätzen in der höchsten russischen Spielklasse. In der Saison 2015/16 konnte er sich schließlich bei Amkar durchsetzen und kam insgesamt zu 22 Erstligaeinsätzen. In der Saison 2016/17 absolvierte er 26, 2017/18 27 Spiele in der Premjer-Liga. Nach der Saison 2017/18 löste sich Amkar allerdings auf.
Daraufhin wechselte Idowu zur Saison 2018/19 zu Lokomotive Moskau. In seiner ersten Saison in Moskau kam er zu 13 Einsätzen in der Premjer-Liga. In der Saison 2019/20 absolvierte er zwölf Partien. Zur Saison 2020/21 wurde er an den Ligakonkurrenten FK Chimki verliehen. Während der Leihe kam er zu 28 Einsätzen in der Premjer-Liga, zur Saison 2021/22 wurde er von Chimki dann fest verpflichtet. In der Saison 2021/22 absolvierte er 25 Partien. In der Saison 2022/23 kam er zu 16 Einsätzen, mit dem Team stieg er zu Saisonende aus dem Oberhaus ab.

### Nationalmannschaft
Idowu debütierte im November 2017 für die nigerianische Nationalmannschaft, als er in einem Testspiel gegen Argentinien in der Halbzeitpause für Ola Aina eingewechselt wurde. In jenem Spiel, das die Nigerianer mit 4:2 gewannen, erzielte Idowu auch sein erstes Tor im Nationalteam. Er wurde auch in den Kader Nigerias für die WM 2018 berufen. Während des Turniers kam er in allen drei Spielen seines Landes zum Einsatz, die Afrikaner schieden allerdings bereits in der Gruppenphase aus.